# Seule (téléfilm)
Pour les articles homonymes, voir Seule.
Pour plus de détails, voir Fiche technique et Distribution.
Seule est un téléfilm français réalisé par Fabrice Cazeneuve et diffusé pour la première fois le 5 novembre 2008 sur France 3.

## Synopsis
Employé dans une grande entreprise, Éric Nardier se suicide en se défenestrant de son lieu de travail. Sa veuve Brigitte, après une période de doute et de prostration, tente de faire reconnaître ce suicide comme un accident du travail, ce qui impliquerait la responsabilité morale et juridique des supérieurs hiérarchiques de son mari. D'abord soutenue par ses collègues et la hiérarchie, elle est peu à peu lâchée par ces derniers. Soutenue par Dominique, syndicaliste, elle apprend par cette dernière qu'un suicide a eu lieu trois ans auparavant dans la même entreprise. Brigitte tente de mener l'enquête...

## Fiche technique
Source : IMDb, sauf mention contraire
- Réalisateur : Fabrice Cazeneuve
- Scénario : Fabrice Cazeneuve et Laurent Mauvignier
- Production : Jean-Pierre Fayer et Fabienne Servan-Schreiber
- Musique du film : Manuel Peskine
- Directeur de la photographie : Yves Cape
- Montage : Jean-Pierre Bloc
- Distribution des rôles : Tatiana Vialle
- Création des costumes : Nathalie Raoul
- Société de production : Cinétévé, France 2, TV5 Monde
- Société de distribution : France 2
- Format : Couleur - 1,78:1 - 35 mm
- Pays d'origine : France
- Genre : Film dramatique
- Durée : 90 minutes
- Date de diffusion : 5 novembre 2008 sur France 2

## Distribution
- Barbara Schulz : Brigitte Nardier
- Emma-Lycia Gomez : Léa Nardier, la fille de Brigitte et d'Eric
- Olivier Perrier : Georges, le père de Brigitte, ancien ouvrier
- Michelle Goddet : Janine, la mère de Brigitte
- Christèle Tual : Marie-Hélène, la collègue de bureau de Brigitte
- François Loriquet : Christophe Campan, le collègue d'Eric
- Nathalie Bécue : Dominique Beaupierre, la syndicaliste
- Dinara Drukarova : Nathalie Blanchard, veuve depuis 3 ans
- Marc Citti : Vincent Massot, le journaliste
- Alice Houri : Yasmina, la jeune collègue de bureau de Brigitte
- Patrick Ligardes : le DRH
- Serge Renko : le directeur
- Marie Payen : Caroline
- Jean-Pierre Lorit : Éric Nardier, le mari de Brigitte
- Laurent Delbecque : Romain, le fils
- Francis Leplay : Antoine Nardier, le frère d'Eric
- Martine Erhel : la mère d'Eric
- Bernard Waver : le père d'Eric
- Christian Drillaud : le PDG
- Hervé Falloux : L'homme 3 bureau enquête